# دلتا برساووش
دلتا برساووش یک ستاره است که در صورت فلکی برساوش قرار دارد.